# Борозда (Тамбовская область)
Борозда (Хохлы) — деревня в Знаменском районе Тамбовской области России. Входит в состав Покрово-Марфинского сельсовета.
С 1861 по 1928 год деревня входила в состав Сосновской волости Тамбовского уезда. С 1928 по 1959 год — в Бороздинский сельсовет Покрово-Марфинского района.

## География
Деревня находится в центральной части Тамбовской области, в лесостепной зоне, к западу от автодороги 68Н-016, на расстоянии примерно 20 километров (по прямой) к юго-западу от Знаменки, административного центра района. Абсолютная высота — 174 метра над уровнем моря.

### Климат
Климат характеризуется как умеренно континентальный, относительно сухой, с тёплым летом и холодной продолжительной зимой. Среднегодовое количество осадков составляет около 550 мм, из которых большая часть выпадает в тёплый период. Снежный покров устанавливается в середине декабря и держится в течение 138 дней.

## История
Деревня существует с начала XIX века, одно из первых упоминаний о ней относится к 1815 году.
Деревня принадлежала подполковнице Парасковии Артемьевной Тимофеевой, урожденной графини Воронцовой.
Деревня была заселена крепостными крестьянами малороссами вышеназванной помещицы. В 1815 году в Борозде числилось 200 человек (домов — 22).
По сведениям 1862 года значится: число дворов - 61. Число жителей - 242. Мужчин — 220, женщин — 222.
В 1897 году деревня насчитывала 800 жителей.
По епархиальным сведениям 1911 года в Борозде насчитывалось 120 крестьянских дворов с населением 793 человека. Относилась к церковному приходу села Кариан, в 6 верстах от неё. Входила в состав Кариановской волости. Крестьяне малороссы, земледельцы, имели по 3 дес. на душу во всех трёх полях.
По данным Всесоюзной переписи 1926 года деревня насчитывала 52 русских и 153 украинских домохозяйств, с населением женского пола —526, мужского — 499, всего 1025 жителей.
В 1932 году деревня насчитывала 955 жителей.

## Население
| 2010 |
| ---- |
| 161  |

### Половой состав
По данным Всероссийской переписи населения 2010 года в гендерной структуре населения мужчины составляли 45,3 %, женщины — соответственно 54,7 %.

### Национальный состав
Согласно результатам переписи 2002 года, в национальной структуре населения русские составляли 96 % из 199 чел.